# Adidas International 2001
L'Adidas International 2001 è stato un torneo di tennis giocato sul cemento.
È stata la 109ª edizione del Torneo di Sydney, che fa parte della categoria International Series nell'ambito dell'ATP Tour 2001 e della categoria Tier II nell'ambito del WTA Tour 2001.
Sia il torneo maschile che quello femminile si sono giocati al NSW Tennis Centre di Sydney di Australia,
dal 5 all'11 gennaio 2001.

## Campioni

### Singolare maschile
Lleyton Hewitt ha battuto in finale  Magnus Norman con il punteggio di 6–4, 6–1.

### Singolare femminile
Martina Hingis ha battuto in finale  Lindsay Davenport con il punteggio di 6–3, 4–6, 7–5.

### Doppio maschile
Daniel Nestor /  Sandon Stolle hanno battuto in finale  Jonas Björkman /  Todd Woodbridge con il punteggio di 2–6, 7–6 (4), 7–6 (5).

### Doppio femminile
Anna Kurnikova /  Barbara Schett hanno battuto in finale  Lisa Raymond /  Rennae Stubbs con il punteggio di 6–1, 6–2.